# Паравойка
Паравойка — река в России, протекает в Уржумском районе Кировской области. Устье реки находится в 37 км по правому берегу реки Байса. Длина реки составляет 14 км.
Исток реки находится на территории природного заказника Бушковский лес. Река течёт на север, в среднем течении протекает большое село Байса. Впадает в Байсу двумя километрами ниже села.

## Данные водного реестра
По данным государственного водного реестра России относится к Камскому бассейновому округу, водохозяйственный участок реки — Вятка от города Котельнич до водомерного поста посёлка городского типа Аркуль, речной подбассейн реки — Вятка. Речной бассейн реки — Кама.
По данным геоинформационной системы водохозяйственного районирования территории РФ, подготовленной Федеральным агентством водных ресурсов:
- Код водного объекта в государственном водном реестре — 10010300412111100037839
- Код по гидрологической изученности (ГИ) — 111103783
- Код бассейна — 10.01.03.004
- Номер тома по ГИ — 11
- Выпуск по ГИ — 1